# Мухина, Елена Игоревна
Елена Игоревна Мухина (род. 2 ноября 1987) — российская футболистка, полузащитница, игрок в мини-футбол и пляжный футбол, тренер.

## Биография
В большом футболе выступала за московское «Чертаново». В высшем дивизионе России провела 12 матчей в сезоне 2005 года.
В мини-футболе выступала за ряд клубов, среди них московское «Чертаново», подмосковные «Долгие Пруды», клуб «Томск-СибГМУ». Вызывалась в состав сборной России по мини-футболу. Принимала участие также в студенческих соревнованиях.
В 2015 году принимала участие в финальном турнире чемпионата России по пляжному футболу в составе РГАУ-МСХА и стала бронзовым призёром, сыграв 5 матчей и забив один гол.
В дальнейшем работала детским тренером. С детской сборной Москвы (до 15 лет) стала победительницей первенства России 2017 года. Была одной из первых тренеров спортсменок, игравших в высшем дивизионе — Дарьи Солонович, Анастасии Олегиной, Натальи Трофимовой.
Окончила негосударственный вуз Московский институт физической культуры и спорта (2013).